# Wilcze Rozdroże
Wilcze Rozdroże – przełęcz na wysokości 589 m n.p.m. w południowo-zachodniej Polsce, w Sudetach Środkowych, w Górach Bardzkich.

## Położenie i opis
Przełęcz położona jest w północno-zachodniej części Grzbietu Zachodniego Gór Bardzkich, około 1,1 km na południowy zachód od centrum miejscowości Żdanów.
Przełęcz górska stanowi wąskie, mało widoczne w terenie obniżenie o stromych zboczach i podejściach, płytko wcinające się w masyw pasma i oddzielające Wilczą Górę (663 m n.p.m.) od Lichajówki (610 m n.p.m.).
Północnym podejściem przełęczy prowadzi serpentynami droga lokalna ze Żdanowa do Srebrnej Góry.
Obszar wokół przełęczy jest porośnięty lasem regla dolnego.

## Ochrona przyrody
Przełęcz położona jest w obszarze chronionego krajobrazu Gór Bardzkich i Sowich.

## Szlaki turystyczne
- Przełęcz Wilcza - przełęcz Wilcze Rozdroże - Czeski Las. Umożliwia wariantowe przejście z Barda na Przełęcz Srebrną. Łącznik między szlakiem  na Przełęczy Wilczej, a Głównym Szlakiem Sudeckim  w Czeskim Lesie[2]
- Do połowy lat 50. XX wieku przez Wilcze Rozdroże prowadził szlak  z Barda na Przełęcz Srebrną, ale po zamknięciu wiaduktu w Srebrnej Górze został przeniesiony[1].